# Спасский тупик
Спа́сский тупи́к — небольшая улица в центре Москвы в Красносельском районе от Большой Спасской улицы.

## Происхождение названия
Назван в XIX веке по Большой Спасской, к которой примыкает. В 1926—1986 годах — 1-й Спасский тупик (2-й Спасский, бывший Краснопрудный тупик, упразднён в 1976 году).

## Описание
Спасский тупик начинается справа от Большой Спасской и проходит на юг по направлению к улице Маши Порываевой, кончается в городской застройке, не доходя до последней.

## Здания и сооружения
по нечётной стороне:
- Дом 3 — ФГБОУ «Детский сад № 694» Минсельхоза России

по чётной стороне:
- Дом 4 — It-студия «365 Дигриз»;
- Дом 6, строение 1 — Московский центральный трест инженерно-строительных изысканий (МОСЦТИЦИЗ); Российский союз исторических городов и регионов (Россигр); Ассоциация инженерных вузов; Инженерно-методический центр по инженерным изысканиям в строительстве;
- Дом 6 — Росстройизыскания.